# Torre de los Horcados Rojos
La Torre de los Horcados Rojos o Torre de Jorcaos Rojos (2.503 metres) és una de les muntanyes més significatives del Parc Nacional de Picos d'Europa. S'eleva a la frontera d'Astúries i Cantàbria formant part del Massís Central dels Picos de Europa o Massís de los Urrieles.